# Spirit River
Spirit River ist eine Gemeinde im Nordwesten von Alberta, Kanada, welche seit 1951 den Status einer Kleinstadt (englisch Town) hat. Sie liegt etwa 80 Kilometer nördlich von Grande Prairie bzw. 510 Kilometer nordnordwestlich von Edmonton in Nord-Alberta. Die Region wird auch als Peace River Country bezeichnet, nach dem Peace River, welcher etwa 20 Kilometer nördlich fließt.
Der Verwaltungsbezirk („Municipal District“) Spirit River No. 133 hat in der Gemeinde seinen Verwaltungssitz.
Die Gemeinde entstand 1888 als eine Ranch der Hudson’s Bay Company, einige Kilometer entfernt der heutigen Siedlung am Ufer des Spirit Rivers, errichtet wurde. 1915 erreichte dann eine Bahnstrecke der Edmonton, Dunvegan and British Columbia Railway (ED&BC) die Gegend und 5 Kilometer nordwestlich der bestehenden Siedlung wurde ein Haltepunkt eingerichtet. Im Laufe der Zeit verlagerte sich immer mehr der Besiedlung an diesen Haltepunkt. 1916 erhielt dann diese neue Siedlung als Spirit River den offiziellen Status eines Dorfes (englisch Village), bevor 1951 aus ihr eine Kleinstadt wurde.

## Demographie
Der Zensus im Jahr 2016 ergab für die Gemeinde eine Bevölkerungszahl von 995 Einwohnern, nachdem der Zensus im Jahr 2011 für die Gemeinde noch eine Bevölkerungszahl von 1025 Einwohnern ergab. Die Bevölkerung hat dabei im Vergleich zum letzten Zensus im Jahr 2011 entgegen der Entwicklung in der Provinz leicht um 2,9 % abgenommen, während der Provinzdurchschnitt bei einer Bevölkerungszunahme von 11,6 % lag. Bereits im Zensuszeitraum 2006 bis 2011 hatte die Einwohnerzahl in der Gemeinde entgegen der Entwicklung in der Provinz stark um 10,7 % abgenommen, während sie im Provinzdurchschnitt um 10,8 % zunahm.

## Verkehr
Spirit River ist für den Straßenverkehr durch den Alberta Highway 49, welcher in Ost-West-Richtung die Gemeinde durchquert, sowie den regionalen „Alberta Highway 731“ erschlossen. Eine Anbindung an das Schienennetz besteht nicht mehr. Der örtliche Flughafen (IATA-Code: -, ICAO-Code: -, Transport Canada Identifier: CFS5), mit nur einer asphaltierten Start- und Landebahn von 914 Metern Länge, liegt im Norden der Kleinstadt.

## Persönlichkeiten
- Hilarion Kapral (1948–2022), Geistlicher, Metropolit von Ostamerika und New York
- Tim Howar (* 1969), kanadischer Schauspieler, Sänger und Tänzer